# Racismo en Chile
El racismo en Chile engloba a cualquier tipo de discriminación racial o étnica por parte de un grupo de habitantes u organismos de dicho país hacia grupos de otras naciones o del mismo. Sus orígenes se remontan, al igual que en otros países de Hispanoamérica, al colonialismo del siglo XVI, específicamente durante la conformación del Imperio español y los procesos de exterminio, esclavitud o mestizaje de los nativos de la zona.
En Chile, han sido víctimas del racismo y la discriminación étnica principalmente mapuches, mestizos, otros sudamericanos como  inmigrantes ecuatorianos, peruanos, venezolanos, bolivianos o colombianos, negros, afrodescendientes y musulmanes, además de existir discriminación social a diversos niveles, tales como culturales, económicos, etarios, étnicos, geográficos, sexuales o de género.
En los ámbitos académicos, el racismo en Chile se ha comenzado a estudiar un poco más en profundidad solo a partir de la década de 2010. Hasta antes, era un tema poco investigado en el país.

## Época colonial e Independencia

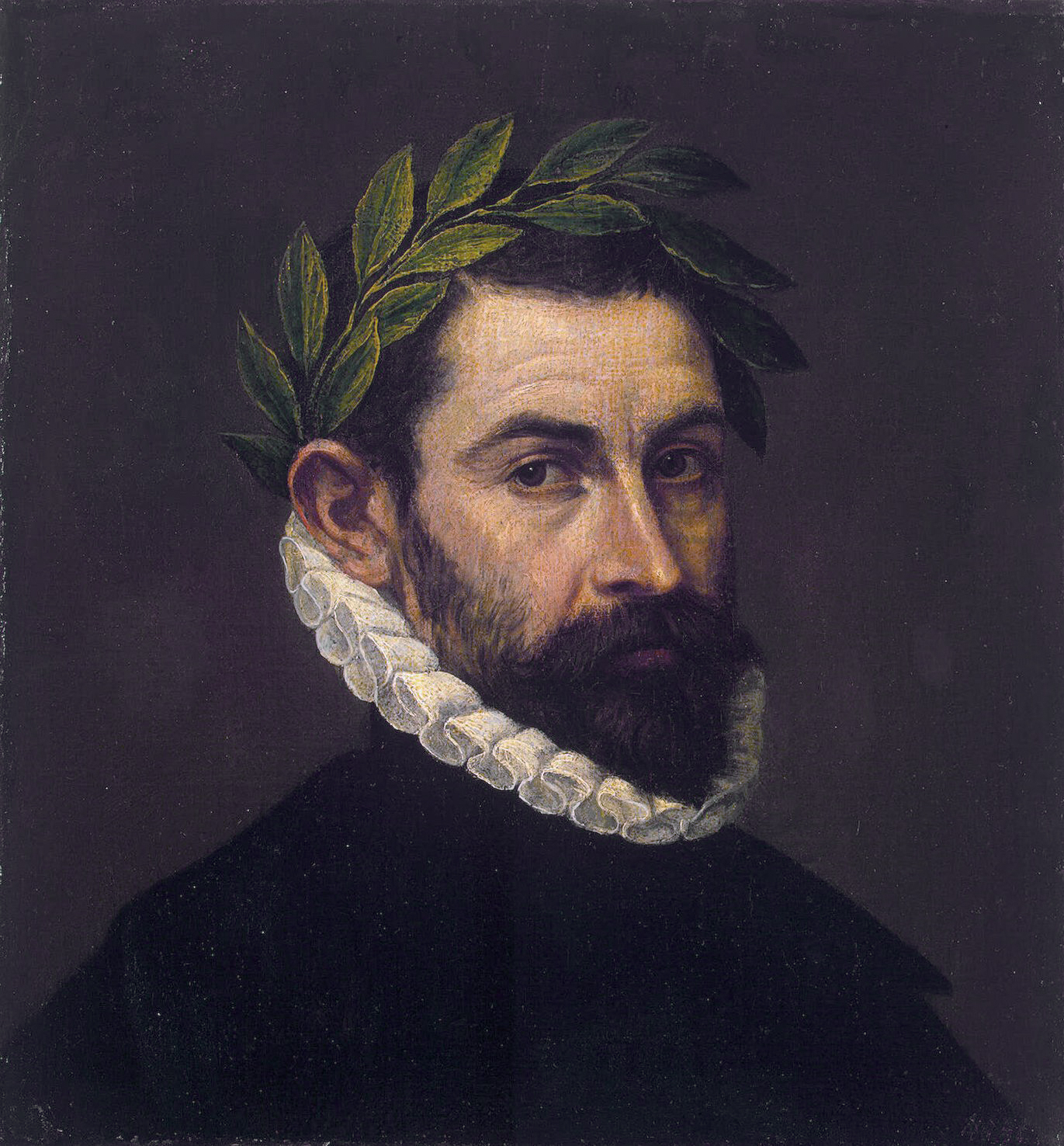
El poeta y soldado Alonso de Ercilla, en su poema épico La Araucana (1569-1589) retrata al pueblo mapuche como gente «granada», «soberbia» y «gallarda».

Los conquistadores, los criollos coloniales y los chilenos modernos han tenido diferentes actitudes hacia la población nativa: yendo desde la admiración, pasando por una visión de ellos como unos bárbaros, hasta un racismo propiamente dicho. Muchos conquistadores y criollos tuvieron actitudes humanísticas y vieron a los mapuches algunas veces como nobles salvajes por el hecho de su fuerte resistencia a la dominación española durante la Guerra de Arauco.[cita requerida] Por su parte, los mapuches también hicieron distinciones basadas en la raza y a menudo negaron a los mestizos ser parte de su sociedad[cita requerida] por sus lazos de sangre con los españoles con los que estuvieron en conflicto.
Durante la Colonia, la gente de raza negra tuvo mayor estatus que los amerindios por ser más caros,[cita requerida] y fueron a menudo mayordomos.[cita requerida] El país tiene un bajo porcentaje de negros africanos (menos del 1%, menor aun que las cifras de gente de países del este de Asia);[cita requerida] debido a una baja necesidad de esclavitud en el Chile colonial,[cita requerida] lo cual explicaría la composición etnográfica actual. Al haber sido el Reino de Chile parte del Virreinato del Perú, actitudes del racismo en Perú de aquella época se replicaban en Chile, en especial por parte de la aristocracia criolla de mayoría blanca.

## SigloXIX

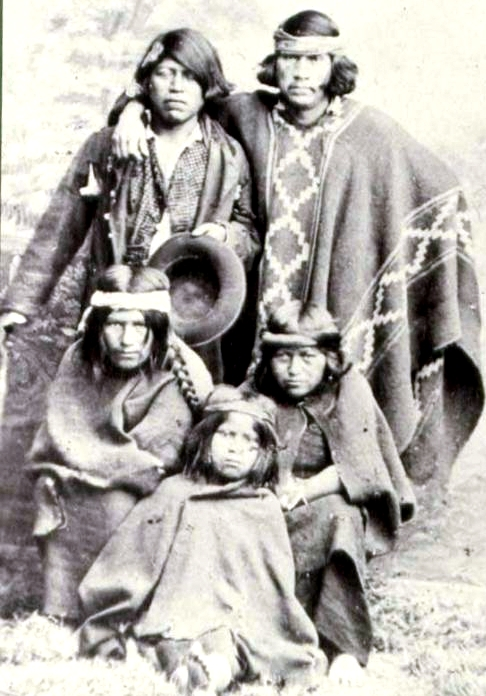
Familia mapuche a fines del.

Entre 1879 y 1883, se desarrolló la Guerra del Pacífico —conflicto armado entre Chile, por un lado, y Bolivia y Perú, por el otro—. Las reminiscencias de esta guerra, cuyo término a favor de Chile produjo la pérdida de tierras por parte de las dos naciones derrotadas, han implicado desde entonces enemistades, por lo que las rivalidades entre ambas partes a veces suelen ser interpretadas como expresiones de racismo, mientras que en otros casos efectivamente corresponde a una causa o gatillante del racismo existente en la actualidad. Esta actitud racista incluso es sostenida por diversos libros de historia de Chile, los que afirman que una de las razones de este triunfo fue la «homogeneidad racial».
Entre la segunda mitad del siglo XIX y primeras décadas del siglo XX, se llevó a cabo lo que se llama el genocidio selknam, donde colonos europeos, argentinos y chilenos exterminaron a los selknam u onas, pueblo amerindio que habitó la Isla Grande de Tierra del Fuego, en el extremo sur del país. Este genocidio tuvo razones tanto económicas como racistas de por medio.

## SigloXXyXXI

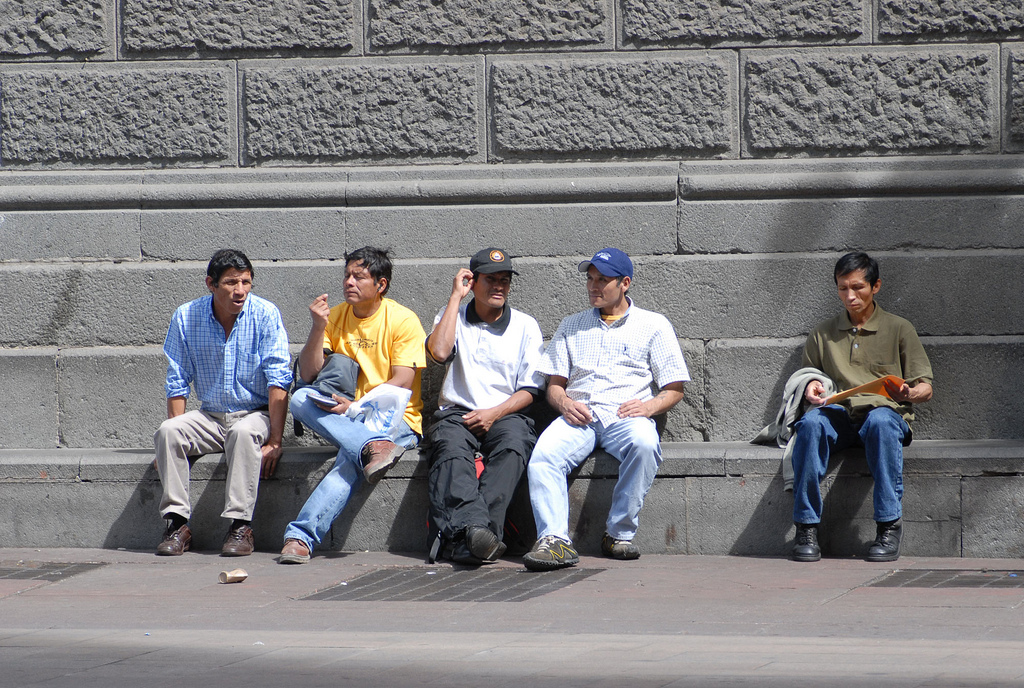
Inmigrantes peruanos en la llamada «Pequeña Lima», a un costado de la Plaza de Armas de Santiago.

Existen diversos ensayistas e historiadores chilenos contemporáneos que han asumido tendencias racistas en sus obras. El nacionalista Nicolás Palacios (1858-1911), autor de Raza chilena exalta la mezcla de los pueblos germánicos con la raza mapuche, la cual produjo según él una versión del roto chileno rubio y corpulento. El político y diplomático Galvarino Gallardo (1877-1957) coincide con Palacios, renegando los orígenes precolombinos en la raza chilena y exaltando los parentescos con los pueblos germánicos. El historiador y ensayista Francisco Antonio Encina (1874-1965), por su parte, desprecia al pueblo mapuche, al liberalismo y al «latinoamericanismo».
De acuerdo con uno de los pocos grupos de investigadores chileno en el tema, una causa más reciente que ha colaborado a sostener y potenciar actitudes racistas y equívocas acerca de las personas de acuerdo con el color de su piel, proviene de los estereotipos raciales que se han gestado en el mundo, y especialmente en Estados Unidos, país muy influyente en Chile a nivel social.
La inmigración peruana en Chile ha aumentado bruscamente en las últimas décadas. Muchos chilenos los estereotipan negativamente, siendo un punto emblemático de esto la situación que se vive en la Pequeña Lima en Santiago de Chile. Personas de otras latitudes que han emigrado a Chile en la actualidad han sido también víctimas del racismo y la discriminación. Tal es el caso de personas mestizas oriundas de distintas partes de América Latina, en particular afrocolombianos o afroecuatorianos en ciudades nortinas como Antofagasta, negros, palestinos y musulmanes. En la década de 2010, también ha aumentado fuertemente la inmigración de haitianos y dominicanos, que igualmente han sido víctimas de casos de xenofobia.
Con respecto a la discriminación contra el pueblo mapuche, una mayor visibilidad del conflicto mapuche desde la década de 1990 ha generado en algunos casos el efecto contrario, al entenderse como parte de los pueblos indígenas de Chile, disminuyendo así el racismo endofóbico. Durante siglos, debido al fenómeno de discriminación contra personas del medio rural, los indígenas han sido un grupo discriminado, marginalizado o invisibilizado en las grandes ciudades chilenas.
También desde principios de la década de 1990,  tras el retorno a la democracia, han aparecido en Chile reportes de noticias sobre militantes activos de la ultraderecha y grupos neonazis con actitudes racistas, antisemitas y homofóbicas. Con el explosivo crecimiento de Internet y redes sociales desde comienzos del siglo XXI, se han creado diversos sitios web chilenos donde han proliferado discursos racistas y nazis, amenazas de muerte y discursos de odio.
Por su parte, algunas facciones del indigenismo mapuche también han exigido un control basado en la etnia de quienes deberían poder entrar en la zona en conflicto en el sur del país exigiendo «el cese de ingreso de personas no mapuche a territorio mapuche» y «una consulta para impedir el ingreso de personas foráneas en regiones que habitan mapuches».